# Herman IV van Woerden
Herman (IV) van Woerden (Latijn: Hermannus de Worden of Worthene, ca.1177 - 1227) was als leenman van de bisschop van Utrecht heer over het land van Woerden.
Hij was een zoon van Hermannus (III) de Worthen (? - 1186), een ministeriaal die in het begin van de twaalfde eeuw door de bisschop van Utrecht als Scultetus was aangesteld over het 'Land van Woerden'. Hij liet zich in 1131 noemen naar dit rechtsgebied. Aangenomen wordt dat hij als Scultetus ook het bevel over het kasteel Woerden had.  Het schoutambt van Woerden was erfelijk.
Herman IV werd door bisschop Dirk van Are ingezet tijdens de Loonse Oorlog. In 1204 werd hij door medestanders van graaf Willem I van Holland in een hinderlaag gelokt. In 1220 vernoemt Wouter proost van Oudmunster hem in zijn testament door hem een persoon na te laten. Hij wordt hier vermeld als Hermannum seniorem de Worthen. Herman IV sneuvelt in 1227 in de Slag bij Ane.
Hij huwde met ene Salome dominia de Woerden, soms omschreven als Sofie of Sibylle, mogelijk Salome van Merlo of een andere vrouw uit het geslacht Merlo, met wie hij minstens een zoon en opvolger Herman V van Woerden kreeg, en een dochter Berta die huwde met Ghiselbert Uten Goye.